# Amyloidoza

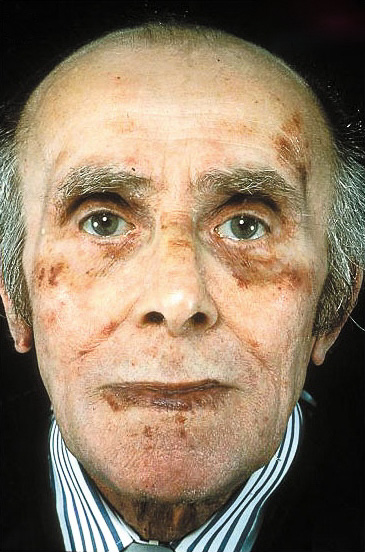
Mężczyzna z objawami Amyloidozy (plamy wokół oczu, ust i na czole)

Amyloidoza, inaczej skrobiawica lub betafibryloza – schorzenie polegające na pozakomórkowym odkładaniu różnych rodzajów biologicznie nieaktywnego białka o budowie nierozgałęzionej i konfiguracji β-pliku, dającego charakterystyczny obraz w krystalografii rentgenowskiej, uogólnione lub zlokalizowane narządowo, najczęściej w nerkach, wątrobie, śledzionie, sercu i tarczycy.

## Charakterystyka złogów amyloidu
Złogi charakteryzują się:
- barwieniem na niebiesko po zadziałaniu jodu i rozcieńczonego kwasu siarkowego podobnie jak skrobia, stąd nadana przez Virchowa nazwa;
- barwieniem na czerwono przy użyciu czerwieni Kongo, wykazuje dwójłomność w przypadku obserwacji mikroskopowej w świetle spolaryzowanym przybierając barwę zieloną[1].
- obecnością komponentu niewłóknikowego w obrazie mikroskopu elektronowego, tzw. składowej P;
- eozynofilią w rozmazie krwi.

## Klasyfikacja
Ze względu na rodzaj białka dzielimy ją na:
- amyloidozę pierwotną, związaną z gromadzeniem białka AL (łańcuchy lekkie immunoglobulin). Może występować także w szpiczaku;
- amyloidozę wtórną ze złogami białka SAA, może do niej dochodzić w przewlekłych chorobach zapalnych i niezapalnych, w chłoniakach a także w niektórych zaburzeniach uwarunkowanych genetycznie;
- amyloidozę dializacyjną, po kilkunastu latach dializ β2 mikroglobulina gromadzi się najczęściej w okolicy cieśni nadgarstka;
- amyloidozę wrodzoną typu ATTR lub związaną z gelsoliną, także inne, rzadkie amyloidozy.

## Obraz patomorfologiczny
W obrazie sekcyjnym narządy zajęte są powiększone, słoniowate, bledsze. Tkanki mają szklisty wygląd, są sztywne i dają się łatwo kroić na cienkie plastry. Jeżeli zajęta jest śledziona, to skrobiawica może być ogniskowa bądź rozlana. Rozpoznanie mikroskopowe polega na stwierdzeniu pozytywnego barwienia się czerwienią Kongo substancji pozakomórkowej.

### Nerki
Najwięcej amyloidu występuje w kłębuszkach nerkowych, także czasem występuje w naczyniach poza nimi. Zmiany mogą doprowadzić do bliznowacenia i zaników całych nefronów.

### Śledziona
W śledzionie mogą wystąpić dwie morfologiczne formy amyloidozy:
- Śledziona sagowata – masy amyloidu głównie w miazdze białej i czasem grudkach chłonnych
- Śledziona szynkowata – masy amyloidu w miazdze czerwonej, występuje powiększenie śledziony i duża plastyczność.

### Wątroba
Wątroba jest powiększona i nieco twardsza, amyloid odkłada się w przestrzeni Dissego, z czasem dochodzi do zatopienia hepatocytów w masach amyloidu.

### Serce
W sercu amyloid początkowo odkłada się podwsierdziowo. Makroskopowo serce jest większe i sztywniejsze, widoczne są rozlane pola zwłóknień lub ogniskowe guzowate zgrubienia.

## Objawy i rozpoznanie
Skrobiawica wywołuje objawy stosownie do miejsca odkładania i ilości patologicznego białka:
- w nerkach: zespół nerczycowy, białkomocz, niewydolność nerek;
- w sercu: źle rokującą niewydolność serca i zaburzenia przewodzenia prowadzące do rozwoju arytmii;
- w obwodowym układzie nerwowym: neuropatie i polineuropatie;
- w mózgu chorobę Alzheimera[2];
- w trzustce w cukrzycy typu II[3][2];
- w języku, wątrobie, śledzionie odpowiednio makroglosję, hepatomegalię, splenomegalię, rzadziej inne zespoły.

Rozpoznanie ustala się na podstawie badań biopsyjnych, biochemicznych i genetycznych.
Leczenie dotyczy głównie choroby będącej przyczyną, poza tym jest objawowe.
Rokowanie zależy od postaci choroby, średnie przeżycie waha się w granicach 1–15 lat.